# Wanderers Stadium
Der Wanderers Stadium ist ein Cricket-Stadion in der südafrikanischen Stadt Johannesburg. Das Stadion dient als Heimstätte des Highveld Lions.

## Geschichte

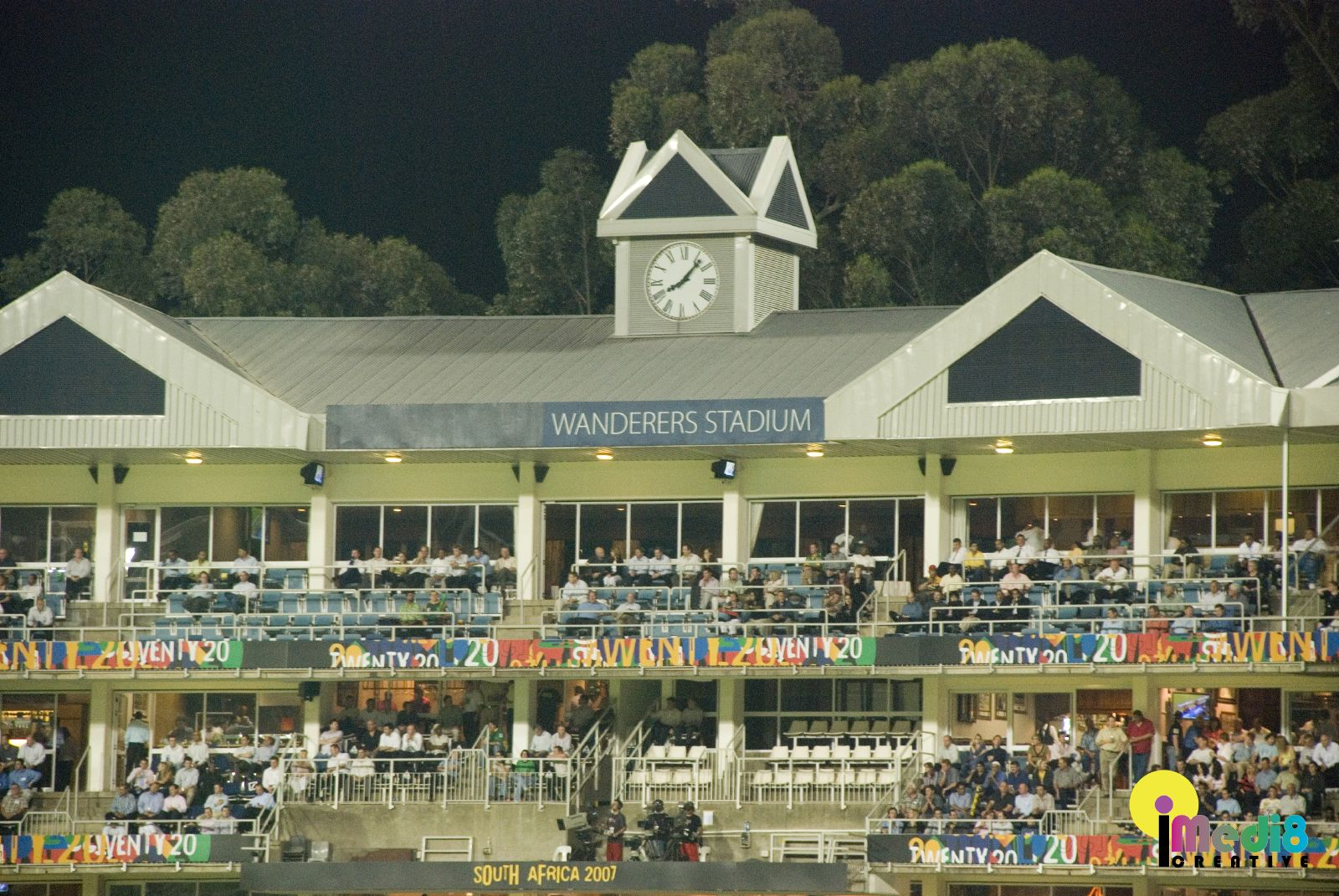
Tribüne im Wanderers Stadium

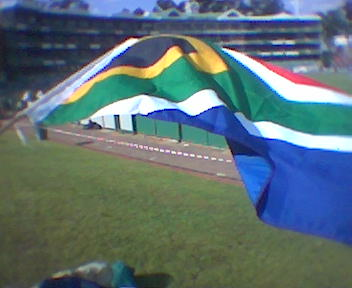
Flagge Südafrikas im Wanderers Stadium

Das Cricketstadion wurde 1956 errichtet, um das Old Wanderers Stadium als Heimstätte des Crickets in der Stadt zu ersetzen.

## Kapazität und Infrastruktur
Das Stadion hat eine Sitzplatzkapazität von 34.000 Plätzen. Die beiden Ends heißen Corlett Drive End und Golf Course End.

## Nutzung
Das Stadion wird vornehmlich für Cricket verwendet. Internationales Cricket fand hier von Beginn an statt, wurde jedoch 1970 mit dem Stopp des internationalen Crickets in Südafrika eingestellt. Erst ab 1991 ging es daher weiter. Beim Cricket World Cup 2003 fanden hier fünf Partien statt, inklusive des Finales. In der Zeit in der das Ellis-Park-Stadion renoviert wurde, diente das Wanderers Stadion auch als Ausweichstätte für Rugby-Spiele. Auch bei der ICC World Twenty20 2007 fanden hier mehrere Spiele statt, darunter das Finale. Bei der ICC Champions Trophy 2009 wurden hier ebenfalls mehrere Partien ausgetragen.